# Едуард ван Бейнум

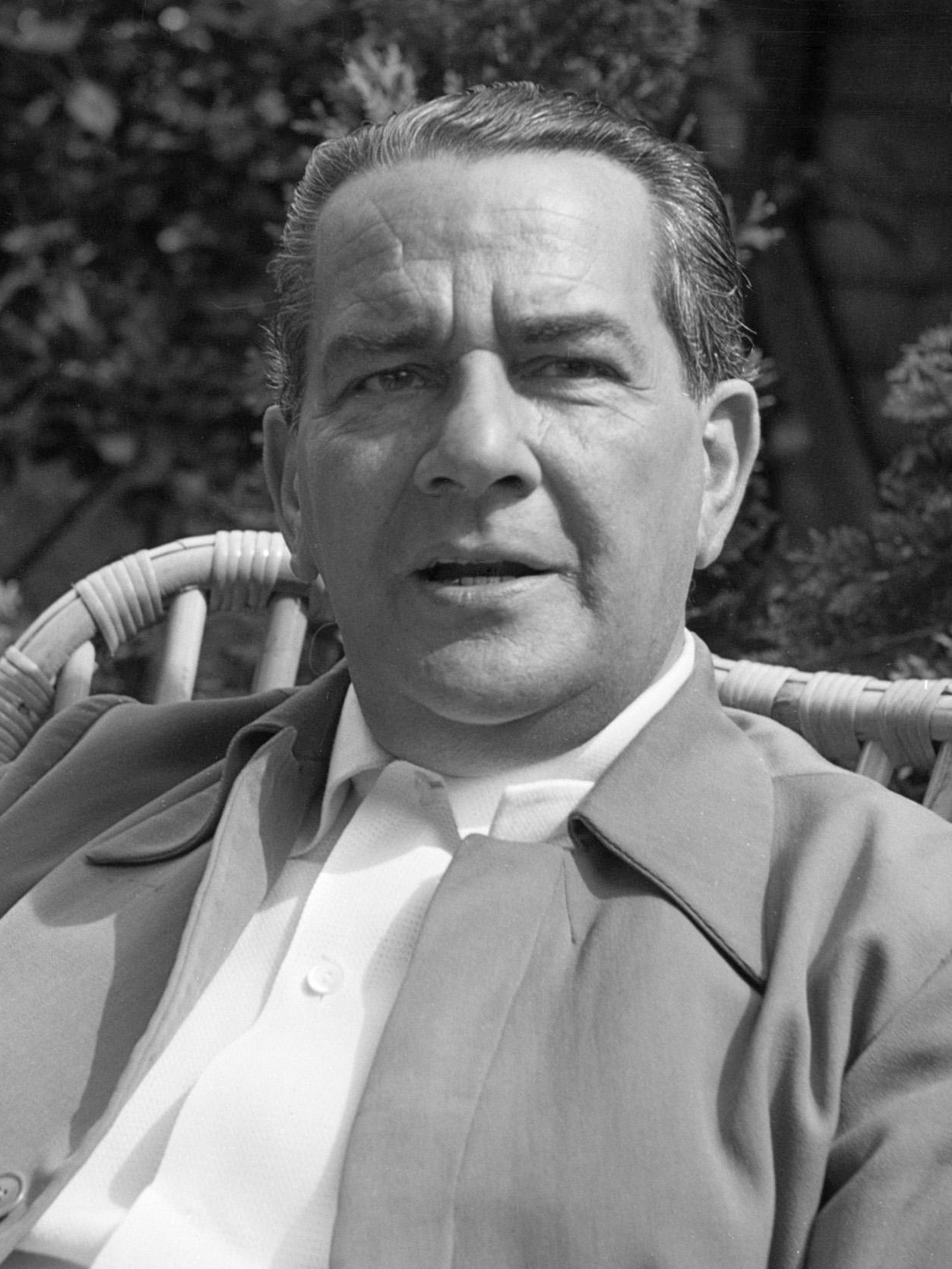
Едуард ван Бейнум

Едуард ван Бейнум (нід. Eduard van Beinum; 3 вересня 1901 — 13 квітня 1959) — нідерландський диригент.

## Біографія
Народився у місті Арнем. Походив з сім'ї музикантів: дід ван Бейнума був диригентом військового оркестру, батько грав на контрабасі в Арнемському філармонічному оркестрі, музикантами стали також і три брати ван Бейнума. Ще студентом Амстердамської консерваторії ван Бейнум диригував аматорськими оркестрами, а також хором амстердамської церкви Святого Миколая.
У 1927–1931 роках ван Бейнум був диригентом Гарлемського оркестру. Починаючи з 1931 року він працював в амстердамському оркестрі Концертгебау під началом головного диригента оркестру Віллема Менгельберга. У 1945 році Менгельберг був відсторонений від керівництва оркестром через звинувачення у співробітництві з окупаційним гітлерівським режимом і ван Бейнум зайняв його місце, залишившись керівником Концертгебау до самої смерті: він помер від інфаркту, репетируючи з оркестром Першу симфонію Брамса. Одночасно з роботою в Амстердамі ван Бейнум в 1947–1949 роках очолював Лондонський філармонічний оркестр, а в 1956–1959 роках — Лос-Анджелеський філармонічний оркестр.